# Центар за културу и образовање Доњи Милановац
Центар за културу и образовање Доњи Милановац основан је 2006. године као јавна установа културе.
Основала га је Скупштина општине Мајданпек као установу грађана у области културе која активно ради на заштити културних добара, развоју културно уметничког стваралаштва, поштујући мишљење да се култура не може посматрати искључиво кроз економске параметре. Реализација програма финансира се средствима општинског буџета.